# Conopias albovittatus
Conopias albovittatus е вид птица от семейство Tyrannidae.

## Разпространение
Видът е разпространен в Колумбия, Коста Рика, Еквадор, Хондурас и Панама.